# Jianzhatan (sockenhuvudort i Kina, Qinghai Sheng, lat 35,77, long 101,87)
Jianzhatan (kinesiska: 尖扎滩, 尖扎滩乡, 恰藏) är en sockenhuvudort i Kina. Den ligger i provinsen Qinghai, i den nordvästra delen av landet, omkring 97 kilometer söder om provinshuvudstaden Xining. Antalet invånare är 4 871. Befolkningen består av 2 488 kvinnor och 2 383 män. Barn under 15 år utgör 27,0 %, vuxna 15-64 år 66 %, och äldre över 65 år 5,0 %.
Runt Jianzhatan är det ganska glesbefolkat, med 25 invånare per kvadratkilometer. Jianzhatan är det största samhället i trakten. Trakten runt Jianzhatan består i huvudsak av gräsmarker.
Genomsnittlig årsnederbörd är 514 millimeter. Den regnigaste månaden är juli, med i genomsnitt 120 mm nederbörd, och den torraste är december, med 2 mm nederbörd.